# Agrupación Nacional para la Democracia
La Agrupación Nacional para la Democracia (en árabe: التجمع الوطني الديمقراطي; en francés: Rassemblement National Démocratique) o RND es un partido político argelino, actualmente dirigido por el ex primer ministro Ahmed Ouyahia, establecido entre 1995 y 1997 por el presidente Liamine Zéroual. Celebró su segundo congreso en mayo de 2003.
Forma parte de la Alianza Presidencial junto al Frente de Liberación Nacional y Movimiento por la Sociedad Pacífica (Hamás). Apoya las políticas del presidente Abdelaziz Buteflika, participando en la reforma constitucional que le permitió acceder a un tercer mandato. El Centro Berkley de la Universidad de Georgetown afirma que el RND fue un "sustituto" del Frente de Liberación Nacional como partido dominante del país durante la guerra civil argelina, pero que dejó de ser necesario en 1999 cuando Buteflika accedió a la presidencia y el FLN recuperó su preponderancia en la vida política argelina tras la derrota islamista en la guerra.
Su secretario general, Ahmed Ouyahia, fue nombrado primer ministro en 2008 y ejerció dicho cargo hasta 2012.